# John Wycliffe
John Wycliffe (eller Wyclif født ca. 1328, død 31. december 1384) var en engelsk reformator, som i stærke vendinger kritiserede paven og opfordrede kirken til at opgive sine ejendomme og verdslige magt. Han studerede ved universitetet i Oxford. 
Han og Jan Hus er reformationens forløbere.
Wycliffe begyndte tidligt at studere Bibelen, og dens ord blev vigtige i hans kirkekritik. I 1370 blev han professor i teologi ved universitetet i Oxford, og han stod nu frem som reformator.
Wycliffe sagde, at det er Gud, som har al magt, og at det kun er den, som opfylder Guds lov, som har ret til at styre. 
Wycliffe fremmede sine reformtanker ved skriftligt at kritisere kirkelæren og ved at igangsætte praktiske tiltag. Hans lære går ud på, at det er Bibelen, som er kirkens højeste autoritet, og han forkastede pavedømmet. Han afviste helgendyrkelse, valfart, aflad og sjælemesser. Hans kritik gik også ud over sakramenterne: hverken konfirmationen eller den sidste olie er ifølge Bibelen sakramenter. 
Bibeloversættelse
Wycliffe oversatte eller lod Bibelen oversætte til engelsk, så almindelige mennesker kunne læse, hvad der stod i den. Oversættelsen skete ikke af grundteksterne, men af den latinske bibel Vulgata fra omkring 400. 
John Wycliffe har fået opkaldt en organisation efter sig: Wycliffe Bible Translators, der har afdelinger i mange lande, hvor de især er involveret i at oversætte Det Nye Testamente til lokale sprog. 
Lollarder
Desuden udsendte han prædikanter, hvis opgave var at prædike Guds ord, idet han som forbillede brugte Matthæus 10 (Matthæus 10), hvor Jesus sendte apostlene ud for at prædike, at himmeriget var kommet nær.
Ingen ved med sikkerhed, hvad ordet lollard betød; måske er det afledt af lollen/lullen: at synge eller plapre. Måske er der tale en form for tungetale. Lollarderne havde stor fremgang i begyndelsen, men deres ry blev skadet, da de blev kædet sammen med det store bondeoprør i 1381 
Fordømt som kætter.
Han blev af kirken fordømt som kætter og måtte, et par år før han døde, trække sig tilbage fra professoratet i Oxford; han fik dog beskyttelse både fra parlament og folk, så han kunne fortsætte sit arbejde, til han døde. Mange af hans prædikanter blev forfulgt og adskillige af dem brændt på bålet. Efter Wycliffes død blev forfølgelserne hårde, hans grav blev åbnet og hans lig  brændt og kastet i floden.
Note
1. ↑  Oplysning i den engelske Wiki-artikel: "Exactly how much of it was done by his own hand is uncertain." Sir Frederic G. Kenyon i artiklen "English Versions" fra Dictionary of the Bible redigeret af James Hastings – udgivet af Charles Scribner's Sons of New York i 1909.
2. ↑  (Holmquist & Nørregaards Kirkehistorie, bd. 1, s. 505ff).  via http://www.dci.dk/?side=ordbog&emne=Lollarder